# Georg Knell
Georg Knell (* 10. Juli 1946 im Odenwald) ist ein deutscher Vierspännerfahrer. Er ist aktiv im Pferde-Fahrsport seit 1969.

## Erfolge

### Deutsche Meisterschaften Vierspänner
- Goldmedaille: 1978[1]
- Bronzemedaille: 1973, 1998, 1999[1]
- 4. Platz: 1974, 1979, 1992, 1994, 1997[1]
- 5. Platz: 1983, 1995[1]
- 6. Platz: 1986, 1987, 1988, 1996, 2000, 2001[1]

### Deutsche Meisterschaften Pony-Vierspänner
- Goldmedaille: 1983

### Weltmeisterschaften Vierspänner
- Silbermedaille Mannschaft: 1978
- 5. Platz Mannschaft: 1984
- 16. Platz Einzelwertung: 1992, 1998
- 19. Platz Einzelwertung: 2000

### Andere Wettkämpfe
- 1980: 1. Platz Preis der Nationen CAIO Aachen
- 1980: 4. Platz Deutsches Fahrderby
- 1982: 1. Platz CAI Donaueschingen
- 1992: 1. Platz CAI Verona
- 1994: 3. Platz CAI Windsor
- 1995: 2. Platz Deutsches Fahrderby
- 1995: 3. Platz CAI Donaueschingen
- 1996: 2. Platz Preis der Nationen CAIO Aachen
- 1996: 2. Platz CAI Münsingen
- 1997: 2. Platz CAI Saumur
- 1998: 2. Platz CAI Riesenbeck
- 1998: 2. Platz Preis der Nationen CAIO Aachen
- 1999: 5. Platz CAI Riesenbeck
- 2000: 1. Platz CAI Cany-Barville
- 2001: 1. Platz Preis der besten Gespannfahrer Meißenheim
- 2001: 1. Platz Landesmeisterschaften Hessen
- 2001: 4. Platz CAI Saumur
- 2008: 2. Platz Landesmeisterschaften Baden-Württemberg[2]
- 2011: 1. Platz Landesmeisterschaften Baden-Württemberg[3]